# Urshults församling
Urshults församling är en församling i Tingsryds pastorat i Njudung-Östra Värends kontrakt, Växjö stift och Tingsryds kommun. 
Församlingskyrka är Urshults kyrka.

## Administrativ historik
Församlingen har medeltida ursprung under namnet Hvaembo (Vämbo). I början av 1400-talet utbröts Almundsryds församling.
Församlingen var fram till 1 maj 1878 moderförsamling i pastoratet Urshult och Almundsryd, därefter utgjorde församlingen ett eget pastorat för att 2010 uppgå i Tingsryds pastorat.